# Anita Nüssner-Kobuss
Anita Nüssner-Kobuss (Plaue, 10 de junio de 1935-27 de febrero de 2025) fue una deportista alemana oriental que compitió en piragüismo en la modalidad de aguas tranquilas.  Ganó una medalla de bronce en el Campeonato Mundial de Piragüismo de 1963 en la prueba de K4 500 m.

## Palmarés internacional
| Campeonato Mundial | Campeonato Mundial | Campeonato Mundial | Campeonato Mundial |
| Año                | Lugar              | Medalla            | Evento             |
| ------------------ | ------------------ | ------------------ | ------------------ |
| 1963               | Jajce (Yugoslavia) | Medalla de bronce  | K4 500 m           |